# ジャイロダイン RON ローターサイクル
XRON-I ローターサイクル
クレイドル航空博物館に展示されているローターサイクル
- 用途：超軽量動力機ヘリコプター
- 製造者：ジャイロダイン・カンパニー・オブ・アメリカ（英語版）
- 運用者：アメリカ海軍
- 初飛行：1955年11月23日
- 生産数：10

ジャイロダイン RON ローターサイクル（英語: Gyrodyne RON Rotorcycle（当初はHOGと呼ばれていた））は、アメリカ海軍との契約に基づいて設計された小型のシングルシートヘリコプター。1950年代半ば。その後、アメリカ海兵隊が小型の個人用ヘリコプターを要求するように再設計された。このヘリコプターは、監視、連絡、小型ユニットの戦術操作など、さまざまな役割を果たし、敵の背後にいるダウンした空軍兵に投下して脱出を容易にすることが可能。

## 開発
ジャイロダインは、1949年にベンディックスヘリコプターの資産を購入した。これには、XRON-1の技術を提供するモデル2C同軸ヘリコプターが含まれる。 1951年に、モデル2Cが海軍にデモンストレーションされたが、オートローテーション制御に欠点があった。XRON-I は、軽量のシングルマンヘリコプター用の新しい海軍契約NOas55-388-cの下で実証された。

## 設計
ジャイロダインの設計は、同軸反転ローターを備えたオープンフレームワークヘリコプターであり、3つの異なるパワープラント（2つのレシプロ、1つのタービン）で評価された。
XRON-1 は、500lbの総重量能力を備えた手動始動の40hp 2サイクルエンジンを使用した。胴体はシンプルなボックスビーム構造。ローターは、反トルクテールローターの必要性を軽減する同軸ブレードを使用している。ヨー制御は、ローター間に差動トルクを提供するローターチップに取り付けられた「チップブレーキ」によって提供される。ジャイロダインは1954年10月24日にコントロールの特許（特許番号2,835,331）を取得した。前進速度で制御するための小さな逆V尾翼があり、ローターは集成材構造。マストは圧力潤滑されており、機内の油の冷却面、着陸装置は3つの小さな車輪で構成されている。

## 運用履歴

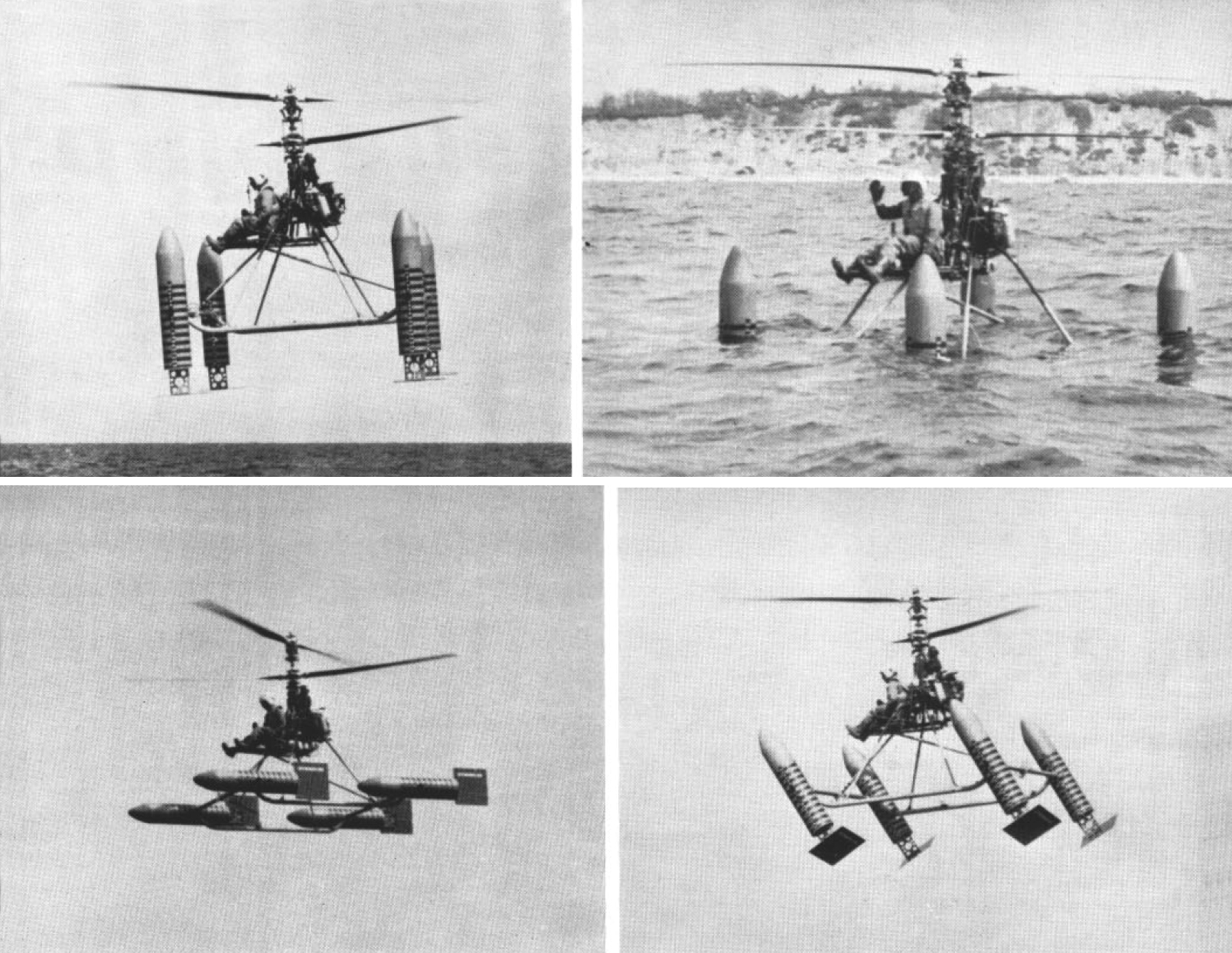
着水するジャイロダイン RON ローターサイクル

1955年11月に初飛行を行った。2サイクルエンジンは過熱する傾向があり、他のエンジンがテストのためにプログラムに追加された。海兵隊は、XRON-1と3機のYRON-1のプロトタイプのテストを行った。
海兵隊は最終的に、RONと競合するヒラーホ－ネットの両方が重すぎて飛行が困難であると結論付け、プロジェクトを放棄した。しかし、アメリカ海軍はRONのコンパクトなサイズと高い耐荷重性に気づき、1960年に、対潜水艦として使用されるラジコン・ドローン・バージョンのローターサイクルを製造する契約をジャイロダインに授与した。戦争プラットフォーム。RONの動的コンポーネントを使用して、これは最終的にジャイロダイン QH-50として開発された。
ローターサイクルは、1961年のパリ航空ショーで最も機動性の高いヘリコプターの賞を受賞し、1964年に米国商務省によってモロッコで開催された見本市に選ばれた。
最初のテストの後、2か所で囲まれた「ジャイロサイクル」の商用バリアントが提案された。

## 型式
XRON-1
プロトタイプ
YRON-1
- 55 hp (41 kW)搭載 4ストローク ポルシェ YO-95-2 モデル、モデルGP-702/1 600cc バリアント、ローター直径17 ft (5 m)。
- 55 hp (41 kW)搭載 ソーラー T62タービンモデル ローター直径17 ft (5 m) 。
- 72 hp (54 kW)搭載 4ストロークポルシェYO-95-6エンジンバリアント - ローター直径が20 ft (6 m)で構築され、パタクセント・リバー海軍航空基地とキャンプ・ペンドルトンで構築およびテストされた5ユニット。
- 62 hp (46 kW)搭載 ソーラーT62ガスタービンエンジンとローター直径15 ft (5 m)。

## 展示中
ニューヨークのクレイドル航空博物館には XRON-1 が展示されている。
コネチカット州ウィンザーロックスにあるニューイングランド航空博物館。

## 仕様
General characteristics
- Crew: 1
- Length: 11 ft 6 in (3.51 m)
- Empty weight: 550 lb (249 kg)
- Gross weight: 832 lb (377 kg)
- Max takeoff weight: 906 lb (411 kg)
- Powerplant: 1 × Porsche YO-95-6 4-cylinder air-cooled horizontally-opposed piston engine, 72 hp (54 kW)
- Main rotor diameter: 2 × 20 ft (6.1 m)
- Main rotor area: 314 sq ft (29.2 m2)

Performance
- Maximum speed: 78 mph (126 km/h, 68 kn)
- Cruise speed: 60 mph (97 km/h, 52 kn)
- Range: 55 mi (89 km, 48 nmi)
- Ferry range: 112 mi (180 km, 97 nmi) (overload weight, auxiliary fuel)
- Service ceiling: 12,400 ft (3,800 m)
- Rate of climb: 1,140 ft/min (5.8 m/s)